# Szorospatak
Szorospatak (ukránul: Глибокий Потік) település Ukrajnában, Kárpátalján, a Técsői járásban.

## Fekvése
Alsókálinfalvától délnyugatra fekvő település. Átfolyik rajta a Bockó.

## Története
Szorospatakot 1946-ban alapították.
A 2001-es népszámlálási adatok szerint Szorospataknak 5531 lakosa volt, melyből 4 vallotta magát magyarnak.